# Festival panafricain du cinéma et de la télévision de Ouagadougou 1997
Le FESPACO 1997 est la 15e édition du Festival panafricain du cinéma et de la télévision de Ouagadougou. Il se déroule du 22 février au 1 mars 1999 à Ouagadougou au Burkina Faso.
Le thème de cette édition est « Cinéma, enfance et jeunesse ».
Le film Buud Yam de Gaston Kaboré décroche l'Étalon de Yennenga.

## Contexte
Alors que de nombreux articles soutenaient en 1995 le passage à un Fespaco annuel, la question de la distribution des films inquiète. Un pays comme le Sénégal voit la fermeture inexorable de ses salles comme en témoigne la conférence  Film Legislation in Africa tenue durant les 6e RECIDAK (Rencontres cinématographiques de Dakar). Un plan d'action a été élaboré au cours d'ateliers tenus à Harare en juin 1994 et novembre 1995 pour une concertation meilleure pour la diffusion commerciale en Afrique australe de films de divertissement et d'y intégrer davantage les films réalisés par des Noirs. Le doublage en anglais des films francophones connus est également envisagé en collaboration avec la FEPACI. Un marché du film de l'Afrique australe est prévu.
Les 27 et 28 juin 1996, la table-ronde des partenaires du Fespaco a décidé la création de la Fondation Fespaco, outil de promotion et de soutien pour mobiliser davantage les ressources. Elle réunit des hommes d'affaires et des partenaires institutionnels ainsi que des représentations de « pays amis » et la FEPACI,.
Grâce à une coopération suivie avec le Danemark depuis 1989, le Fespaco dispose d'un département informatique : bases de données, publication assistée du Fespaco News, mise en page des communications, etc. En 1996, il dispose de 16 ordinateurs, le personnel étant régulièrement formé pour leur utilisation. L'enjeu reste la présence sur internet à développer. Une première ébauche de site est réalisée par une équipe informatique burkinabèe pour cette édition du Fespaco, qui publie le palmarès le soir même du 1er mars. Il comporte près de 400 pages dès 1998 ainsi que les fiches d'accréditations pour 1999.
Dans un document de 73 pages, l'économiste Jacques Guéda Ouédraogo confirme en 1995 le rôle économique du festival : augmentation des trafics routier, ferroviaire et aérien ; occupation à 100 % de l'hôtellerie avec l'injection en nuitées de 282 850 000 FCFA. Les exposants de toute l'Afrique de l'Ouest « se disputent six mois avant les stands de la Rue marchande ». Les restaurants et les bars doublent voire triplent leur chiffre d'affaires. L'apport du Fespaco à l'économie locale est évalué à un minimum de 1,63 milliard de FCFA.
Après douze années au poste de secrétaire permanent, pour rejoindre le poste d'ambassadeur à Paris, Filippe Sawadogo cède son fauteuil à Baba Hama en 1996, qui était président du Comité national d'organisation en 1995. Secrétaire général du ministère de la Communication et de la Culture depuis 1994, après avoir été en 1992 Directeur de la radiodiffusion nationale, Baba Hama avait précédemment animé une émission accordant une large place au cinéma. Il se donne pour tâche de consolider les acquis. Prenant son poste à six mois de la manifestation, il indique avoir trouvé « une équipe expérimentée » ayant accompli une bonne partie des tâches nécessaires, mais reconnaît « ne pas avoir le temps et le recul nécessaires pour penser cette édition ». Conscient que personne ne veut « retrouver les mêmes insuffisances que par le passé », il organise un cercle de réflexion pour « combler les lacunes ».
L’Association nationale des étudiants burkinabè (ANEB) conduit à partir de janvier 1997, à la suite de la répression et de l'arrestation de son président, la plus longue grève de l’histoire du mouvement étudiant, dite de 52 jours en protestation contre la dégradation des conditions de vie des étudiants (36 % des étudiants sont boursiers contre 98 % en 1989). Le gouvernement décide de fermer le campus ainsi que les cités universitaires. « Malgré les tentatives des étudiants pour se faire remarquer, il n'en a rien été », indique Le Pays.

## Déroulement
Cette édition présente un nombre sans précédent de films réalisés par des femmes dans toutes les catégories. Les professionnelles africaines se retrouvent plus nombreuses à être présentes au festival grâce à la contribution de la Norvège qui a répondu positivement à la requête en ce sens du Fespaco.
Après la cérémonie officielle d'ouverture au stade du 4 août, où se sont produit devant 35 000 spectateurs Georges Ouédraogo, Adama Dramé et le Foliba, Meiway et Oumou Sangaré, le film d'ouverture est Kini et Adams d'Idrissa Ouedraogo.
Le Fespaco accueille le 6e congrès de la FEPACI, que Gaston Kaboré axe sur la décentralisation de l'organisation continentale « qui n'a pas encore abouti ». En effet, confirme Ousmane Sembène, « la FEPACI a fonctionné coupée de sa base qui devait être sa sève nourricière ». Sur 30 associations nationales, seules 9 étaient à jour de leurs cotisations. En fait, selon Thomas Sotinel, « la FEPACI est déchirée par une querelle des anciens et des modernes qui a empêché l'élection d'un nouveau bureau ». Pour dépasser la concurrence entre Bassek Ba Kobhio et Cheick Oumar Sissoko, les deux challengers présumés pour remplacer Gaston Kaboré qui avait indiqué son désir de céder son fauteuil après 12 années de mandat, le congrès décide d'élire une commission consultative de sept membres chargée d'élaborer le projet de refondation de la FEPACI, et de mettre en place un bureau provisoire présidé par Pierre Rouamba et chargé de préparer un congrès extraordinaire en février 1998. Le comité consultatif est composé de Ousmane Sembène, Gaston Kaboré, Kwaw Ansah, et de plus jeunes : le producteur zimbabwéen Joël Phiri, François Woukoache, Nadia El Fani et Charles Mensah. La fédération reconnaît l'effort du Burkina Faso en faveur de son fonctionnement pour 45 millions de FCFA de 1993 à 1997, et félicite Gaston Kaboré « qui a dirigé la FEPACI avec beaucoup d'abnégation et d'engagement personnel pendant 12 ans ». L'attribution de l'Étalon de Yennenga à Buud Yam apparaît dès lors comme un hommage au président sortant autant qu'au pays hôte.
À la suite d'une table-ronde sur la pauvreté conjointement organisée le 28 février par le Fespaco, la FEPACI et le PNUD, les cinéastes publient une déclaration où ils « reconnaissent que la pauvreté est une source de violence, de conflits sociaux et d'instabilité. Ils s'engagent à mettre à profit leurs talents de créateurs et de communicateurs pour aider les Africains à combattre ce fléau ».
Une exposition est organisée sur le multimédia et l'audiovisuel en Afrique, signe de l'intérêt grandissant pour les nouvelles technologies appliquées à la réalisation et la diffusion des images.

## Sélections officielles
Sur la base du Catalogue de l'édition 1997

### Longs métrages en compétition
Dix-neuf films de onze pays sont en compétition pour l'Étalon de Yennenga. Quatre sont réalisés par des femmes.
| Titre                      | Réalisation         | Pays         | Minutes |
| -------------------------- | ------------------- | ------------ | ------- |
| Machaho                    | Belkacem Hadjadj    | Algérie      | 80      |
| Salut cousin !             | Merzak Allouache    | Algérie      | 104     |
| Buud Yam                   | Gaston Kaboré       | Burkina Faso | 97      |
| Clando                     | Jean-Marie Teno     | Cameroun     | 90      |
| Le Complot d'Aristote      | Jean-Pierre Bekolo  | Cameroun     | 72      |
| Ilhéu da Contenda          | Leão Lopes          | Cap-Vert     | 110     |
| Tumult                     | Yemane Demissie     | Éthiopie     | 117     |
| Choisis-toi un ami…        | Mama Keïta          | Guinée       | 90      |
| Faraw, une mère des sables | Abdoulaye Ascofaré  | Mali         | 90      |
| Taafe fanga                | Adama Drabo         | Mali         | 95      |
| Waati                      | Souleymane Cissé    | Mali         | 140     |
| Mossane                    | Safi Faye           | Sénégal      | 105     |
| Tableau Ferraille          | Moussa Sene Absa    | Sénégal      | 90      |
| Essaïda                    | Mohamed Zran        | Tunisie      | 100     |
| Miel et Cendres            | Nadia Fares Anliker | Tunisie      | 80      |
| Un été à La Goulette       | Férid Boughedir     | Tunisie      | 105     |
| Everyone's Child           | Tsitsi Dangarembga  | Zimbabwe     | 90      |
| Flame                      | Ingrid Sinclair     | Zimbabwe     | 90      |
| Macadam Tribu              | Zeka Laplaine       | Zaïre        | 90      |

### Courts métrages fiction en compétition
| Titre                         | Réalisation            | Pays                | Minutes |
| ----------------------------- | ---------------------- | ------------------- | ------- |
| Fugace                        | Idrissou Mora Kpaï     | Bénin               | 11      |
| Enfants du soleil             | Issiaka Konaté         | Burkina Faso        | 28      |
| L'Œuf                         | Mustapha Dao           | Burkina Faso        | 20      |
| Sita (pilote)                 | Missa Hébié            | Burkina Faso        | 21      |
| Le Joueur de cora             | Cilia Sawadogo         | Burkina Faso        | 7       |
| Les Dockers du Sahel          | Ismaël Ouedraogo       | Burkina Faso        | 21      |
| Puk Nini                      | Fanta Régina Nacro     | Burkina Faso        | 32      |
| L’Epopée des Mooses           | Adama Traoré           | Burkina Faso        | 52      |
| Si longue que soit la nuit    | Guy Désiré Yaméogo     | Burkina Faso        | 37      |
| Asientos                      | François Woukoache     | Cameroun            | 20      |
| Yo Bro                        | David Abunaw Ako       | Cameroun            |         |
| Bouzié                        | Jacques Trabi          | Côte d'Ivoire       | 26      |
| La Succession                 | Vincent Gles           | Côte d'Ivoire       | 23      |
| Temedy                        | Gahité Fofana          | Guinée              | 10      |
| Dakar Blues                   | David-Pierre Fila      | République du Congo | 43      |
| La Couture de Paris           | Léandre-Alain Baker    | République du Congo | 17      |
| Mousso                        | Cheikh Ndiaye          | Sénégal             | 17      |
| Moytuleen !                   | Ben Diogaye Bèye       | Sénégal             | 13      |
| Goï-Goï (Le Nain)             | Mahamat Saleh Haroun   | Tchad               | 15      |
| Les Oubliées                  | Anne-Laure Folly       | Togo                | 52      |
| Quartier Tam-tam              | Ibrahim Letaïef        | Tunisie             | 26      |
| Tourba                        | Moncef Dhouib          | Tunisie             | 26      |
| Le Scorpion                   | Moez Kamoun (ar)       | Tunisie             | 19      |
| Colis postal                  | Joseph Kumbela (en)    | Zaïre               | 10      |
| Le Damier - Papa national oyé | Balufu Bakupa-Kanyinda | Zaïre               | 4       |
| One Sunday Morning            | Manu Kurewa            | Zimbabwe            | 17      |

### Panorama: longs métrages
| Titre                                               | Réalisation               | Pays                | Minutes |
| --------------------------------------------------- | ------------------------- | ------------------- | ------- |
| Soweto Green (en)                                   | David Lister (en)         | Afrique du Sud      | 110     |
| Pleure, ô pays bien-aimé (Cry, the Beloved Country) | Darrell James Roodt       | Afrique du Sud      | 106     |
| Le Cercle des pouvoirs                              | Daniel Kamwa, Jules Takam | Cameroun            | 115     |
| Yelema II                                           | Mamo Cissé                | Mali                | 72      |
| Rhesus                                              | Mohamed Lofti             | Maroc               | 95      |
| Lala Hobby                                          | Mohamed Abderrahman Tazi  | Maroc               | 95      |
| Matanga                                             | David-Pierre Fila         | République du Congo | 74      |
| Maangamizi : L'Ancien                               | Martin Mhando             | Tanzanie            | 110     |
| Hibiba M’Sika ou La Danse du feu                    | Salma Baccar              | Tunisie             | 100     |

### Panorama: courts métrages
| Titre                         | Réalisation          | Pays                | Minutes |
| ----------------------------- | -------------------- | ------------------- | ------- |
| Le Clandestin                 | Zeka Laplaine        | Cameroun            | 15      |
| Malik                         | Jean Roke Patoudem   | Cameroun            | 19      |
| A Gulf Between Us             | Khaled El Hagar (en) | Égypte              | 40      |
| L'Exposé                      | Ismaël Ferroukhi     | Maroc               | 24      |
| Le Paradis volé               | David-Pierre Fila    | République du Congo | 30      |
| Ngor, l’esprit des lieux      | Samba Félix Ndiaye   | Sénégal             | 91      |
| Mariage précoce               | Amadou Thior         | Sénégal             | 19      |
| Abraham et les petits métiers | Ahmed Diop           | Sénégal             | 28      |
| Kër Jo Ouakam                 | Taïeb Louhichi       | Tunisie             | 13      |
| Taxcarte                      | Joseph Kumbela (en)  | Zaïre               | 8       |

### Longs métrages de la diaspora en compétition
| Titre                                               | Réalisation                       | Pays        | Minutes |
| --------------------------------------------------- | --------------------------------- | ----------- | ------- |
| Le Bouillon d'Awara                                 | Cesar Paes                        | Brésil      | 70      |
| Rude                                                | Clément Virgo (en)                | Canada      | 89      |
| Naked Acts                                          | Bridgett Davis                    | États-Unis  | 87      |
| The Keeper                                          | Joe Brewster (en)                 | États-Unis  | 90      |
| W.E.B. Du Bois: A Biography in Four Voices          | Louis Massiah (en)                | États-Unis  | 120     |
| Struggles in Steel: The Fight for Equal Opportunity | Tony Buba (en), Raymond Henderson | États-Unis  | 86      |
| The Last Angel of History (en)                      | John Akomfrah                     | Royaume-Uni | 45      |

### Courts métrages de la diaspora en compétition
| The Road Taken (en)                         | Selwyn Jacob (en)   | Canada      | 52 |
| Al Tasmim                                   | Selwyn Jacob (en)   | Canada      | 21 |
| Statistically Speaking                      | Nandi Bowe          | États-Unis  | 25 |
| Remembering Wei-Yi Fang, Remembering Myself | Yvonne Welbon (en)  | États-Unis  | 30 |
| Mother of the River                         | Zeinabu irene Davis | États-Unis  | 28 |
| Medusa Talks                                | Ominike Akinyemi    | États-Unis  |    |
| First Impressions                           | Dani Williamson     | Royaume-Uni | 14 |

### Longs métrages du monde
| Titre                                                               | Réalisation                 | Pays           | Minutes |
| ------------------------------------------------------------------- | --------------------------- | -------------- | ------- |
| Voices From Robben Island                                           | Adam Low                    | Afrique du Sud | 90      |
| The Journey of the Lion                                             | Fritz Bauman                | Allemagne      | 90      |
| Licorne (le Jardin des fruits) (Unicornio, el jardín de las frutas) | Pablo César (en)            | Argentine      | 97      |
| La Promesse (film, 1996)                                            | Luc et Jean-Pierre Dardenne | Belgique       | 93      |
| Donka, radioscopie d'un hôpital africain                            | Thierry Michel              | Belgique       | 85      |
| Farinelli                                                           | Gérard Corbiau              | Belgique       | 111     |
| Mon coeur est témoin (My Heart Is My Witness)                       | Louise Carré                | Canada         | 82      |
| Magic in the Water (Orky)                                           | Rick Stevenson (en)         | Canada         | 100     |
| Great, Great, Great Grandparents Music...                           | Taale L. Rosellini          | États-Unis     | 90      |
| Les Caprices d'un fleuve                                            | Bernard Giraudeau           | France         | 112     |
| Falashas et 10 ans après                                            | François Margolin           | France         | 80      |
| Black Dju                                                           | Pol Cruchten                | Luxembourg     | 80      |
| A Litany for Survival (The Life and Work of Audre Lorde)            | Griffin Ada Gay             | Royaume-Uni    | 80      |
| Mestizo                                                             | Barroso Spech               | Venezuela      | 82      |

### Courts métrages du monde
| Titre                             | Réalisation                        | Pays        | Minutes |
| --------------------------------- | ---------------------------------- | ----------- | ------- |
| Capoeira, bel horizon             | Basile Salustio                    | Belgique    | 30      |
| Just a Little Red Dot             | Mitra Sen                          | Canada      | 35      |
| Fati et les autres                | Françoise Wera                     | Canada      | 30      |
| My Own TV                         | Barbara Chirinos                   | États-Unis  | 58      |
| Embrouilles de cités              | Owell Brown                        | États-Unis  | 30      |
| The Beast                         | Rhoderyc Charles Montgomery        | États-Unis  | 13      |
| Heartspace                        | Scarey Schonegevel                 | États-Unis  | 27      |
| Invocation                        | Dejunius Hughes                    | États-Unis  | 9       |
| One Red Rose                      | Charlie Jordan                     | États-Unis  | 30      |
| Tendrils                          | Carol Mayes                        | États-Unis  | 30      |
| Après la pluie                    | Jacques Dubuisson                  | France      | 13      |
| Chaussée glissante                | Christian Grandman, Hugues Poulain | France      | 20      |
| Inch'Allah !                      | Martin Legrand                     | France      | 5       |
| Aoutara, jeunes filles Baga       | Laurent Chevallier                 | France      | 52      |
| M'Bouss                           | Philippe Legal                     | France      | 5       |
| 15 sans billets                   | Samuel Tasinaje                    | France      | 22      |
| Le Silence                        | Safaa Fathy                        | France      | 10      |
| Burundi sous la terreur           | Alexis Cordesse, Eyal Sivan        | France      | 13      |
| Mon très cher frère               | Raphaël Girardot                   | France      | 17      |
| Léon Gontran Damas                | Sarah Maldoror                     | Guadeloupe  | 26      |
| Me Dicen Yovo (On m'appelle Yovo) | Juan Alejandro Ramirez             | Pérou       | 35      |
| Sydney's Chair                    | Roberto Bangura                    | Royaume-Uni | 21      |
| L'Homme des couleurs              | Maria Watzlawick                   | Suisse      | 55      |
| Umbo et Samuel                    | Olivier Sillig                     | Suisse      | 17      |
| Samb et le commissaire            | Olivier Sillig                     | Suisse      | 14      |

### Rétrospective enfance et jeunesse
| Titre                             | Réalisation                      | Pays         | Minutes |
| --------------------------------- | -------------------------------- | ------------ | ------- |
| Yaaba                             | Idrissa Ouedraogo                | Burkina Faso | 90      |
| Rabi                              | Gaston Kaboré                    | Burkina Faso | 52      |
| Keïta ! L'Héritage du griot       | Dani Kouyaté                     | Burkina Faso | 94      |
| Le Don de Dieu (Wênd Kûuni)       | Gaston Kaboré                    | Burkina Faso | 75      |
| Une femme mariée à trois hommes   | Cilia Sawadogo                   | Burkina Faso | 6       |
| Carnet noir                       | Benjamin Ntabundi                | Burundi      | 8       |
| Totor                             | Daniel Kamwa                     | Cameroun     | 90      |
| La Championne                     | Elisabeta Bostan                 | Canada       | 92      |
| Manuel, le fils emprunté          | François Labonté                 | Canada       | 80      |
| Le Roi et l'oiseau                | Paul Grimault                    | France       | 87      |
| L'Enfant terrible                 | Kadiatou Konaté                  | Mali         | 11      |
| Segu janjo (La Geste de Ségou)    | Mambaye Coulibaly                | Mali         | 10      |
| Le Crapaud chez ses beaux-parents | Jean-Michel Kibushi Ndjate Wooto | Zaïre        | 8       |

### Compétition TV-Vidéo
| Titre                                    | Réalisation            | Pays           |
| ---------------------------------------- | ---------------------- | -------------- |
| Chikin Biz'nis                           | Khalo Matabane         | Afrique du Sud |
| Come See the Bioscope                    | Lance Gewers           | Afrique du Sud |
| Angel                                    | Barry Berk             | Afrique du Sud |
| La Moitié du ciel d'Allah                | Djamila Sahraoui       | Algérie        |
| Deux petits tours et puis s'en vont      | Monique Mbeka Phoba    | Bénin          |
| Ismaël, un exemple de courage            | Sékou Traoré           | Burkina Faso   |
| Kado, la bonne à tout faire              | Valérie Kaboré         | Burkina Faso   |
| Au fond des poubelles                    | Sansan Kambou          | Burkina Faso   |
| Yaango                                   | Adama Roamba           | Burkina Faso   |
| Elles, pour refaire le monde             | Franceline Oubda       | Burkina Faso   |
| Were Were Liking, l’utopie mise en scène | Issiaka Konaté         | Burkina Faso   |
| Mélodies de femmes                       | Florentine Yameogo     | Burkina Faso   |
| Le Métis                                 | Joseph Bitamba         | Burundi        |
| Fianly, l'espoir                         | Cyrille D. Bitting     | Cameroun       |
| Retirement Life's End                    | Florence Tan           | Cameroun       |
| Baco                                     | Mamadali Oumema        | Comores        |
| La Femme de l'autre                      | Jean N'Drya            | Côte d'Ivoire  |
| Kiti. Justice en Guinée                  | David Achkar           | Guinée         |
| La Poignée de poussière                  | Saloume Sy, Moussa Bah | Mali           |
| La Flamme de la paix : l'espoir          | Yachim Maïga           | Mali           |
| La Battue des lièvres à Djenné           | Oumar Koné             | Mali           |
| Pic-Pic, nomade d'une île                | Khal Torabully         | Maurice        |
| Wadjibi                                  | Harouna Coulibaly      | Niger          |
| Talfi                                    | Alzouma Moussa         | Niger          |
| Les Laveurs de banco                     | Mansour Sora Wade      | Sénégal        |

## Palmarès
Source : Communiqués officiels
Palmarès du jury longs métrages
Le jury longs métrages est présidé par Nourredine Saïl, le directeur des achats à Canal+ Horizons à Paris, et comporte Mahen Bonetti, directrice du Festival du film africain de New York, Jean-Pierre Casimir, cinéaste et directeur de l'INSAS, Johanny Nissi Traoré, réalisateur burkinabè, Mariam Kaba, actrice guinéenne, et Sandra Den Hamer, directrice du Festival international du film de Rotterdam.
| Prix                                    | Lauréat                 | Film                                             | Pays         |
| Grand prix Étalon de Yennenga           | Gaston Kaboré           | Buud Yam                                         | Burkina Faso |
| Prix Oumarou Ganda de la 1re œuvre      | Nadia Fares Anliker     | Miel et Cendres                                  | Tunisie      |
| Prix spécial du jury (longs métrages)   | Adama Drabo             | Taafe Fanga                                      | Mali         |
| Prix Paul Robeson (film de la diaspora) | John Akomfrah           | The Last Angel of History (en)                   | Royaume-Uni  |
| Prix d'interprétation féminine          | Aminata Ousmane Maïga   | Faraw, une mère des sables d' Abdoulaye Ascofaré | Mali         |
| Prix d'interprétation masculine         | Belkacem Hadjadj        | le rôle d'Arezki dans son film Machaho           | Algérie      |
| Prix du meilleur scénario               | Merzak Allouache        | Salut cousin !                                   | Algérie      |
| Prix de la meilleure image              | Bertrand Chatry         | Tableau Ferraille de Moussa Sène Absa            | Sénégal      |
| Prix de la meilleure monteuse           | Kahena Attia            | Miel et Cendres de Nadia Fares Anliker           | Tunisie      |
| Prix de la meilleure musique de film    | Manuel Paulo Felgueiras | Ilhéu da Contenda de Leão Lopes                  | Cap-Vert     |
| Prix de la meilleure bande son          | Steve Munro             | Le Complot d'Aristote de Jean-Pierre Bekolo      | Cameroun     |

Palmarès du jury courts métrages et documentaires
Le jury courts métrages et documentaires est présidé par le réalisateur ivoirien Roger Gnoan M'Bala, entouré de Jean-Luc François, directeur du Festival international du court métrage de Namur, Jean Burtschell, délégué général de Cannes Junior, et du cinéaste burkinabè Mamadou Djim Kola. Dans son rapport de palmarès, il recommande « une plus grande rigueur et recherche dans la sélection des documentaires et des films de la diaspora » et déplore « le très faible nombre de films en provenance du Maghreb ».
| Prix                                                        | Lauréat                | Film                          | Pays          |
| Prix du meilleur court métrage de fiction                   | Jacques Trabi          | Bouzié                        | Côte d'Ivoire |
| Prix spécial du jury du meilleur court métrage              | Guy Désiré Yaméogo     | Si longue que soit la nuit    | Burkina Faso  |
| Mention spéciale meilleur court métrage                     | Balufu Bakupa-Kanyinda | Le Damier - Papa national oyé | Zaïre         |
| Prix Paul Robeson du court métrage de la diaspora africaine | Dani Williamson        | First Impressions             | Royaume-Uni   |
| Prix spécial du meilleur documentaire                       | François Woukoache     | Asientos                      | Cameroun      |

Palmarès du jury de la compétition TV/Vidéo
Le jury de la compétition TV-Vidéo est présidé par Mactar Silla, directeur de TV5 Afrique, entouré d'Azad Sawadogo, directeur de la Télévision nationale du Burkina Faso puis de l'agence conseil en communication IACOM, Salomon E. Luwai, directeur de l'Union des radios et télévisions nationales africaines (URTNA), le journaliste Rod Stoneman, et Rock Demers, producteur et directeur du Festival international du film de Montréal. Devant le succès de cette sélection, des projections publiques sont organisées, qui étaient jusqu'à présent réservées au MICA
| Prix                                  | Lauréat                | Film                                     | Pays           |
| 1er Prix du meilleur film de fiction  | Khalo Matabane         | Chikin Biz'nis                           | Afrique du Sud |
| 2e Prix du meilleur film de fiction   | Valérie Kaboré         | Kado, la bonne à tout faire              | Burkina Faso   |
| Mention no 1 meilleur film de fiction | Mamadali Oumema        | Baco                                     | Comores        |
| Mention no 2 meilleur film de fiction | Saloume Sy, Moussa Bah | La Poignée de poussière                  | Mali           |
| 1er Prix du meilleur documentaire     | Djamila Sahraoui       | La Moitié du ciel d'Allah                | Algérie        |
| 2e Prix du meilleur documentaire      | Monique Mbeka Phoba    | Deux petits tours et puis s'en vont      | Bénin          |
| Mention no 1 meilleur documentaire    | David Achkar           | Kiti. Justice en Guinée                  | Guinée         |
| Mention no 2 meilleur documentaire    | Issiaka Konaté         | Were Were Liking, l’utopie mise en scène | Burkina Faso   |

Prix spéciaux
| Prix                                                                                          | Lauréat                             | Film                                      | Pays           |
| Prix de la Coopération française pour la production audiovisuelle (8 millions FCFA)           | Abderrahmane Sissako                | Sabriya - Le carré de l'échiquier         | Mauritanie     |
| Prix CFI TV no 1 (2,5 millions FCFA)                                                          | N.B.C. de Namibie                   |                                           | Namibie        |
| Prix CFI TV no 2 (2,5 millions FCFA)                                                          | Télévision du Burundi               |                                           | Burundi        |
| Prix PNUD (Cinéma) (2 millions FCFA)                                                          | Abdoulaye Ascofaré                  | Faraw, une mère des sables                | Mali           |
| Prix PNUD (TV/Vidéo) (2 millions FCFA)                                                        | Mansour Sora Wade                   | Les Laveurs de banco                      | Sénégal        |
| Prix Air Afrique (2 millions FCFA)                                                            | Souleymane Cissé                    | Waati                                     | Mali           |
| Prix UNICEF (droit de l'enfant) (2,5 millions FCFA)                                           | Guy Désiré Yaméogo                  | Si longue que soit la nuit...             | Burkina Faso   |
| Prix UNICEF (promotion de la femme) (2,5 millions FCFA)                                       | Djamila Sahraoui                    | La Moitié du ciel d'Allah                 | Algérie        |
| Prix spécial population et développement (CILSS cinéma) (2 millions FCFA)                     | Tsitsi Dangarembga                  | Everyone's Child                          | Zimbabwe       |
| Prix spécial population et développement (CILSS TV/Vidéo) (1 million FCFA)                    | Sansan Kambou                       | Au fond des poubelles                     | Burkina Faso   |
| Prix CILSS (PASP) (2 millions FCFA)                                                           | Taale L. Rosellini                  | Great, Great, Great Grandparents Music... | États-Unis     |
| Prix CDEAO (Intégration africaine) (2 millions FCFA)                                          | Souleymane Cissé                    | Waati                                     | Mali           |
| Prix de la ville de Ouagadougou (2 millions FCFA)                                             | Mohamed Zran                        | Essaïda                                   | Tunisie        |
| Prix OUA (2,5 millions FCFA)                                                                  | Adama Drabo                         | Taafe fanga                               | Mali           |
| Prix OCIC (2 millions de FCFA)                                                                | Gaston Kaboré                       | Buud Yam                                  | Mali           |
| Prix Centro Orientamento Educativo (it) (2 millions de FCFA)                                  | Adama Drabo                         | Taafe fanga                               | Mali           |
| Prix INALCO (Caméra d'une valeur de 3 millions de FCFA)                                       | Gaston Kaboré                       | Buud Yam                                  | Mali           |
| Prix UICN (2,5 millions de FCFA)                                                              | David Lister (en)                   | Soweto Green (en)                         | Afrique du Sud |
| Prix Télévision nationale du Burkina (2 millions de FCFA)                                     | Antoine Yougbare                    | Sugri                                     | Burkina Faso   |
| Prix ACCT long métrage (3 millions de FCFA)                                                   | Adama Drabo                         | Taafe fanga                               | Mali           |
| Prix ACCT court métrage (2 millions de FCFA)                                                  | Balufu Bakupa-Kanyinda              | Le Damier - Papa national oyé             | Zaïre          |
| Prix AITV RFO (1 caméra)                                                                      | Journal télévisé de Conakry         |                                           | Guinée         |
| Prix UEMOA long métrage (2 millions de FCFA)                                                  | Gaston Kaboré                       | Buud Yam                                  | Mali           |
| Prix UEMOA court métrage (2 millions de FCFA)                                                 | Cilia Sawadogo                      | Le Joueur de cora                         | Mali           |
| Prix UEMOA vidéo (2 millions de FCFA)                                                         | Missa Hébié                         | Sita (pilote)                             | Burkina Faso   |
| Prix Santé et sécurité au travail (cinéma) (3 millions de FCFA)                               | Idrissa Ouedraogo                   | Kini et Adams                             | Burkina Faso   |
| Prix Santé et sécurité au travail (vidéo) (2 millions de FCFA)                                | Mansour Sora Wade                   | Les Plasticiennes de Ouakan               | Sénégal        |
| Prix PROMACO (2 millions de FCFA)                                                             | Jacques Trabi                       | Bouzié                                    | Côte d'Ivoire  |
| Prix TELCIPRO long métrage (4 millions de FCFA)                                               | Moussa Sene Absa                    | Tableau Ferraille                         | Sénégal        |
| Prix TELCIPRO court métrage (1 million de FCFA)                                               | Anne-Laure Folly                    | Les Oubliées                              | Togo           |
| Prix Convention des Nations unies sur la lutte contre la désertification (5 millions de FCFA) | Ismaël Ouedraogo                    | Les Dockers du Sahel                      | Burkina Faso   |
| Prix FNUAP long métrage (2 millions de FCFA)                                                  | Tsitsi Dangarembga                  | Everyone's Child                          | Zimbabwe       |
| Prix FNUAP court métrage 500 000 FCFA                                                         | Anne-Laure Folly                    | Les Oubliées                              | Zimbabwe       |
| Prix OMS (2 millions de FCFA)                                                                 | Issouf Ouedraogo, Henriette Ilboudo | Vénégré                                   | Burkina Faso   |
| Prix Grain de Baobab Wamdé (2 millions de FCFA)                                               | Guy Désiré Yaméogo                  | Si longue que soit la nuit...             | Burkina Faso   |
| Prix Fondation pour l'Enfance UNESCO (4 millions de FCFA)                                     | Mohamed Zran                        | Essaïda                                   | Tunisie        |
| Prix Fondation pour l'Enfance UNESCO (1 million de FCFA)                                      | Missa Hébié                         | Sita (pilote)                             | Burkina Faso   |

## Bilan
Chiffres. La 15e édition a permis de confirmer l'audience grandissante du festival : 4874 festivaliers de 79 pays sont accrédités dont 117 producteurs, 16 distributeurs, 305 réalisateurs, 9 directeurs de festivals, 133 comédiens, 456 journalistes, 221 V.I.P. étrangers  - alors que le Comité national d'organisation n'attendait que quelque 3000 festivaliers, « ce qui ne se passe pas sans problèmes » pour l'hébergement et les badges.
Le budget est selon Fespaco News de 700 millions de FCFA. Colin Dupré en donne les chiffres exacts : pour un budget prévisionnel de 775 170 244 FCFA, les recettes sont de 667 432 962 FCFA et les dépenses dépassent 981 millions de FCFA. La subvention de l'Etat burkinabè est de 180 millions de FCFA, sachant que le Comité national d'organisation se plaint à nouveau d'un retard de versement. Il est notamment complété par une aide plus importante de l'Union européenne (197 millions de FCFA contre 28 millions en 1995), du Danemark (233 millions dont 65 en nature, contre 280 en 1995) et de l'Agence Internationale de la Francophonie (52 millions).
La presse parle d'une organisation défaillante « de la qualité des projections à l'accueil des professionnels dans une ambiance policière alourdie par le répression du mouvement étudiant ». Victime de son gigantisme, « le Fespaco a mis en exergue les limites de son organisation ». Elle n'est pas facilitée par le fait que le premier Sommet régional sur les droits de l'enfant (UNESCO, UNICEF) se tient juste avant le Fespaco et occupe encore les hôtels. Le Pays décrit la ruée pour voir certains films, notamment Waati de Souleymane Cissé : programmé au Grand Méliès, la salle en plein air du Centre culturel français, « il n'y avait plus de place, même pour un moustique ».
Si le festival a proposé des films en première mondiale, la compétition ne comportait que cinq inédits. Quant à Idrissa Ouedraogo, il aurait présenté Kini et Adams hors compétition pour « préserver ses chances de sélection à Cannes ». Il fut effectivement en compétition officielle au Festival de Cannes 1997. Selon Le Film africain, le président du jury Noureddine Saïl a déclaré qu'il n'y a dans la sélection « aucune catastrophe cinématographique », mais comme l'indique la journaliste de RFI Elisabeth Lequeret, « il n'y a pas de grandes découvertes ni de films majeur ».
À l'initiative de Djenius Hugues (Twenty Cities Black Film Project, Minneapolis) et de Reinaldo Barroso-Spech (Festival des films de diaspora, New York), les distributeurs et directeurs de festivals afro-américains présents au festival ont décidé de s'organiser en collectif pour générer une circulation des films africains dans les salles américaines et répondre à l'intérêt grandissant du public à la suite du travail fait par les universités et bibliothèques du pays. Une forte délégation de M-Net a en outre encouragé les cinéastes à présenter leur film au M-Net All Africa Awards.
Le Marché international de la télévision et du cinéma africain (MICA) présente 199 films : 7 d'Afrique du Sud, 5 d'Algérie, 4 d'Allemagne, 2 d'Angleterre, 1 d'Argentine, 33 du Burkina Faso, 1 du Burundi, 12 du Cameroun, 3 du Canada, 1 de Centrafrique, 1 des Comores, 2 du Congo, 10 de Côte d'Ivoire, 1 d’Égypte, 1 d’Éthiopie, 27 de France, 2 du Gabon, 9 du Ghana, 5 de Guinée, 1 de Maurice, 13 du Kenya, 1 du Liban, 1 de Madagascar, 15 du Mali, 1 de Mauritanie, 1 de Namibie, 5 du Niger, 2 du Nigeria, 3 du Sénégal, 1 de Suède, 2 de Tanzanie, 3 du Tchad, 1 du Togo, 2 de Tunisie, 17 des États-Unis, 1 du Zaïre et 2 du Zimbabwe.